# Ivanciîți, Rojîșce
Ivanciîți (în ucraineană Іванчиці) este localitatea de reședință a comunei Ivanciîți din raionul Rojîșce, regiunea Volînia, Ucraina.

## Demografie
Componența lingvistică a localității Ivanciîți
     Ucraineană (98,72%)
     Alte limbi (1,28%)
Conform recensământului din 2001, majoritatea populației localității Ivanciîți era vorbitoare de ucraineană (98,72%), existând în minoritate și vorbitori de alte limbi.